# Metin Yurdanur
Metin Yurdanur (1951) török szobrászművész, aki elnyerte a Törökország Állami Művésze címet. A szobrász fotója jelenleg nem áll rendelkezésre szabad forrásból, ezért az infoboxban a Pécsett felállított alkotása, az İbrahim Peçevît ábrázoló szobor látható.

## Korai évek

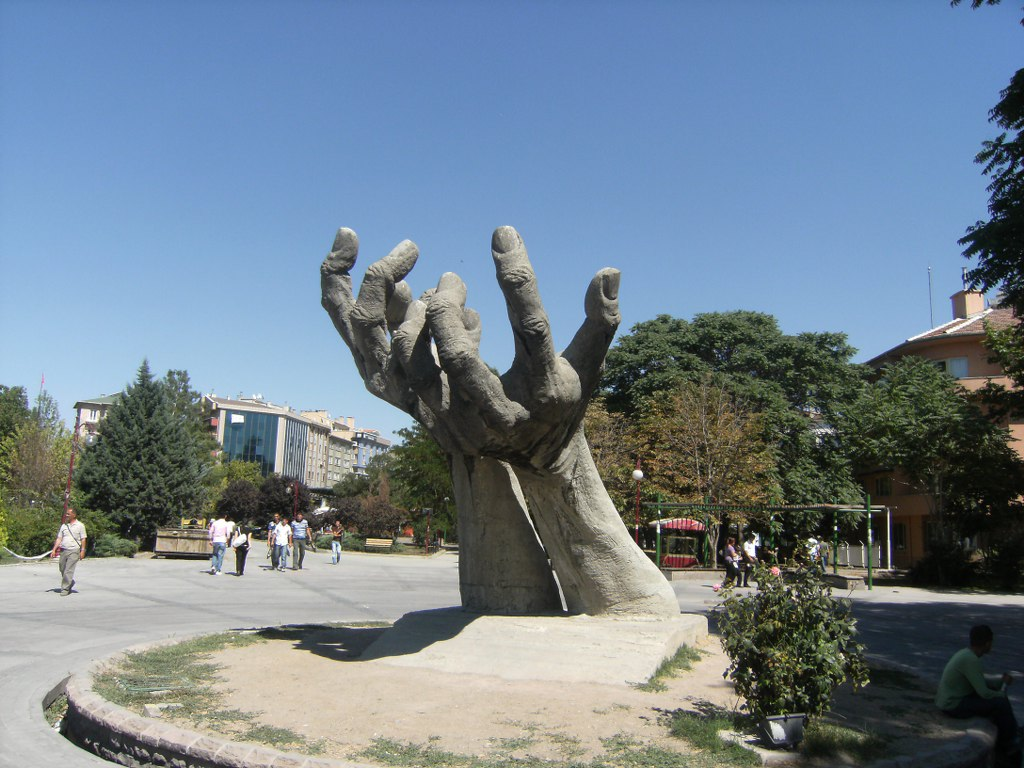
Kezek, Ankara

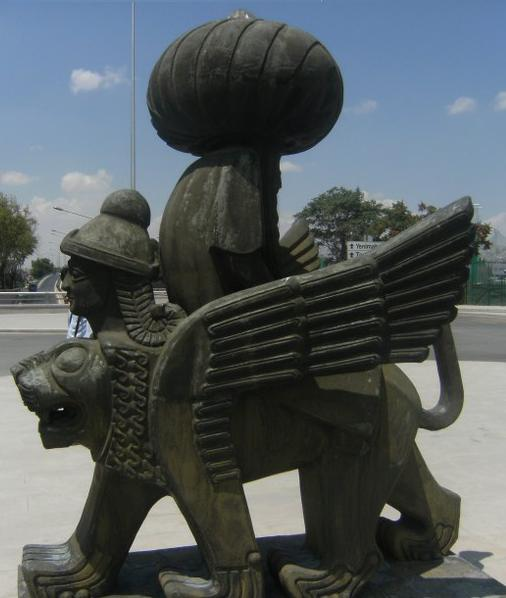
Naszreddin hodzsa szobra (t.: Miras; am.: Örökség), fordítva üli meg a hettita oroszlánt, Ankarában a főpályaudvar előtt.

Metin Yurdanur 1951-ben született Sivrihisarban (Eskişehir tartomány), Törökországban. Gyerekkorát szülővárosában, illetve abban a régióban töltötte, ahol az ókori fríg civilizációt gazdagította a későbbiekben a bizánci, a szeldzsuk és az oszmán művészet. Lenyűgözték az antik műtárgyak, különösen a három évezredes fríg domborművek, és különösképpen inspirálta a plasztikus művészet.
Miután befejezte a középiskolát, beiratkozott Ankarában bentlakásos diákként a Gazi Oktatási Intézet (törökül: Gazi Eğitim Enstitüsü) művészeti fakultására, ami ma a Gazi Egyetem Szakképzési Kara. 1972-ben végzett az iparművészeti szakon, mint középiskolai tanár.
1973-ban Isparta városában készített egy Mustafa Kemal Atatürk emlékművet a Török Köztársaság megalapításának 50. évfordulója alkalmából. Dolgozott rajztanárként Mihalıççık város (Eskişehir tartomány) középiskolájában. 1978-ban nevezték ki tanárnak az egykori „alma materébe”.
Nevezetesebb szobrai 1979-től: „Eller” (Kezek) az Abdi İpekçi Parkban, „Miras” (Örökség) ahol „Naszreddin Hodzsa hátrafelé ülve lovagol a hettita oroszlán hátán”, mely a központi pályaudvar előtt áll Ankarában, a „Dayanışma” (Szolidaritás) Batıkentben, „Balerinler” (Balett-táncosok) Kavaklıderében.

## Szobrász karrier
1981-ben elhagyta a tanári pályát, majd 1985-ben megnyitotta a saját műhelyét az OSTIM Ipari Zóna területén, Ankarában.
Metin Yurdanur szakértője lett a közelmúlt témáit feldolgozó bemutató szobrok hagyományos technikákkal történő elkészítését illetően. Sok szobor, dombormű található munkássága révén egész Törökországban, de a legtöbb Ankarában. Dolgozott sok országban szerte a világon, mint pl. Németország, Magyarország, Líbia, Japán, Mongólia, Kuba.
2005-ben nyitotta meg az első önálló szabadtéri emlékmű és szoborkiállítását Ankarában „Én anatóliai vagyok, én vagyok a Köztársaság, én vagyok a nép” címmel. A kiállításon poliészterből készített, az életnagyságúnál nagyobb emlékművek, emberek láthatóak Törökország történetéből, mint például Atatürk, Ismet Inönü, Abidin Dino, Karacaoğlan, Yaşar Kemal, Şerife Bacı, Muzaffer Sarısözen.
1998-ban Metin Yurdanur elnyerte Törökország Állami Művésze címet.

## Munkái
- Miras (Örökség), Ankara (1979)
- Eller (Kezek), Abdi İpekçi Park, Ankara (1979)[4]
- Dayanışma (Szolidaritás), Ankara (1980)
- Nasreddin Hoca, Sivrihisar (1985)
- Çay ve Horon (Tea és tánc), Rize (1987)
- Kaynak (Forrás), Ankara (1989)
- Çocukların Kardeşliği (Gyerek testvériség), Ankara (1990)[4]
- İnsan Hakları (Emberi jogok), Ankara (1990)[4][6]
- Aşık Paşa, Kırşehir (1990)
- Madenci (Bányász), Olgunlar Street, Ankara (1991)[4]
- Dans (Tánc), Ankara (1991)
- Balerinler (Balett-táncosok), Kavaklıdere, Ankara (1992)
- Çanakkale emlékmű, Çanakkale (1992)
- At (Ló), Antalya (1992)
- Karacaoğlan, Mersin (1992)[3]
- Aşık Veysel, Şarkışla (1993)
- Muzaffer Sarısözen, Ankara (1993)[3]
- Július 2-a emlékmű, Saraçlar Village, Sivas (1993)
- Pénzügyminisztérium emlékműve, Ankara (1994)
- Abidin Dino, Isztambul (1994)[3]
- Osmangazi Konuralp, Akçakoca (1993)
- Yaşar Kemal, Isztambul (1994)[3]
- Üzüm Çiğneyen Kız (A szőlőpréselő lány), Kahta (1994)
- Seyit Hüseyin, Tunceli (1994)
- Melih Cevdet Anday, Isztambul (1994)
- Alaeddin Keykubad, Alanya (1995)
- Monument of Constitutional Court, Ankara (1995)
- İsmet és Mevhibe İnönü, Pembe Köşk Park, Ankara (1995)[3]
- İnsan Hakları /Human Rights), Tunceli (1996)
- Kurtuluşa Doğru (Towards Independence), İnebolu (1997)
- Monument of GATA, Ankara (1997)
- Nene Hatun, Erzurum (1998)
- A Török Köztársaság megalapításának 75-ik évfordulójára készített emlékmű, Rize (1998)
- Cybele sorozat (1998)
- December 27-e emlékmű, Ankara (2000)
- Relief of Anatolia, the Cradle of Civiizations and Law, Ankara Supreme Court of Appeals of Turkey, Ankara (2000)
- Monument of Duatepe, Polatlı, Ankara tartomány (2000)
- Monument of TESK, Confederation of Turkish Tradesmen and Craftsmen), Ankara (2001)
- Dadaloğlu, Kırşehir (2002)
- Ifjúsági emlékmű, Trabzon (2003)
- Monument of Black Sea Technical University, Trabzon (2004)
- José Martí, Ankara (2006)[7]
- Bányászok sorozat, (2008)
- Relief of Capital Ankara and Our Turkey, Ministry of Culture, Ankara (2009)
- Köztársasági emlékmű, Ifjúsági park, Ankara (2009)

Külföldön
- Al Gardabia, Sirte, Líbia (1989)
- A nap, Bonn, Németország (1989)
- Szulejmán, a Csodálatos (1994) , Zrínyi Miklós (1997), Magyar–Török Barátság Park, Szigetvár, Magyarország[8]
- Gül Baba, Budapest, Magyarország (1996)
- Lovas Atatürk, Kashiwazaki, Niigata, Japán (1996) - mozgott, 2010-ben Kushimoto, Wakayama,[9]
- Atatürk, Havanna, Kuba (2008)[7]

## Galéria

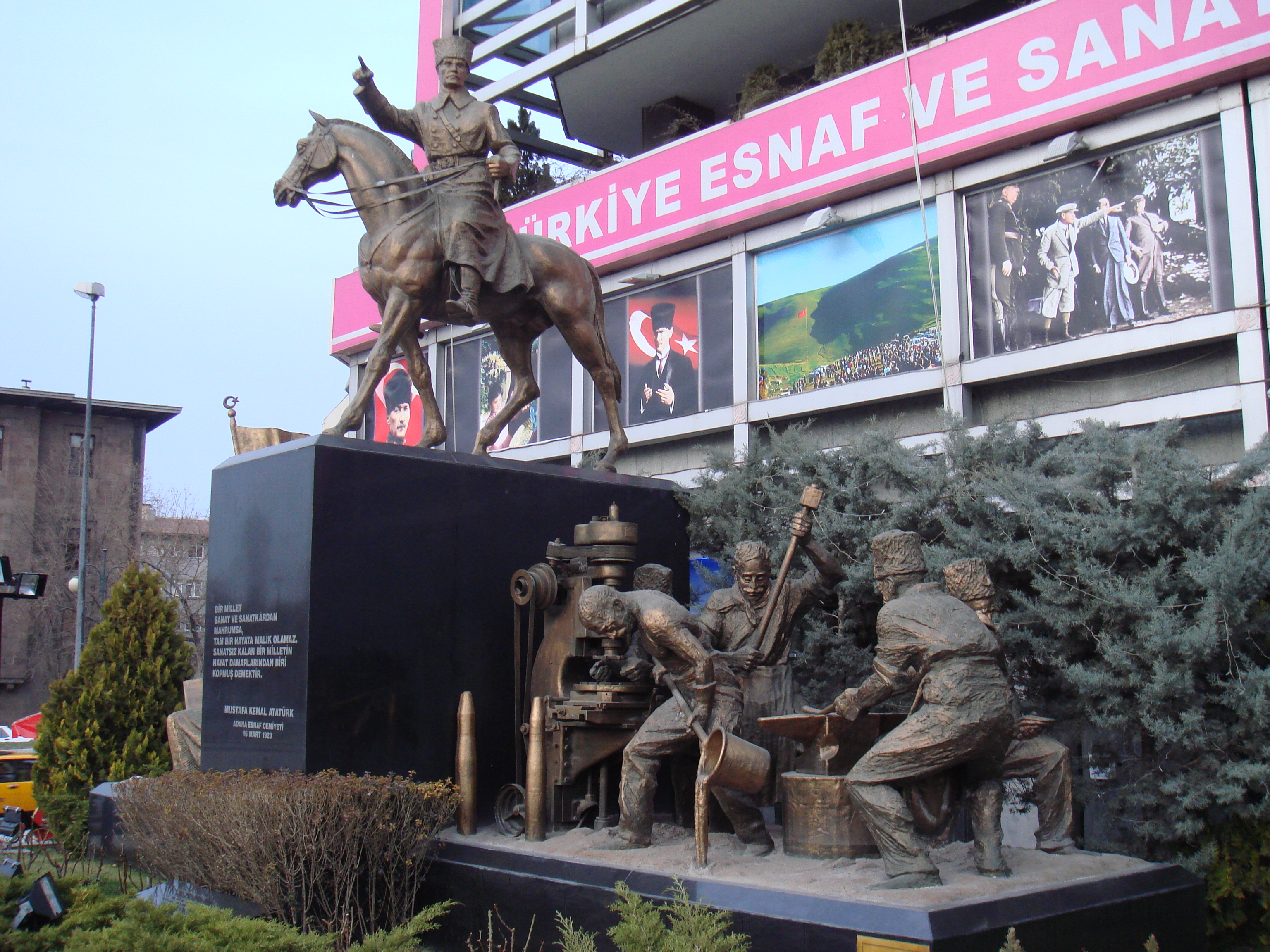
TESK emlékmű, Ankara
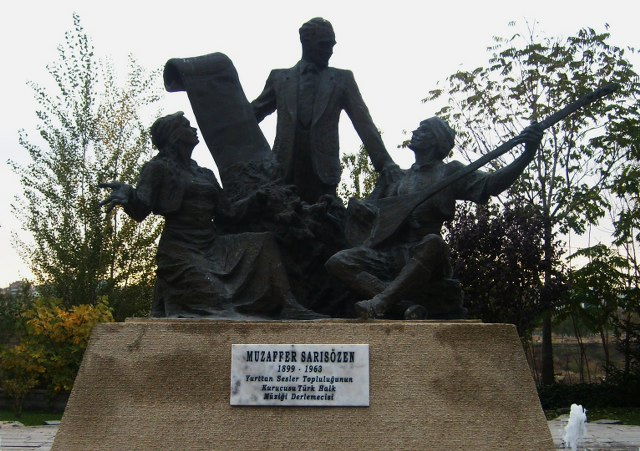
Muzaffer Sarısözen emlékmű
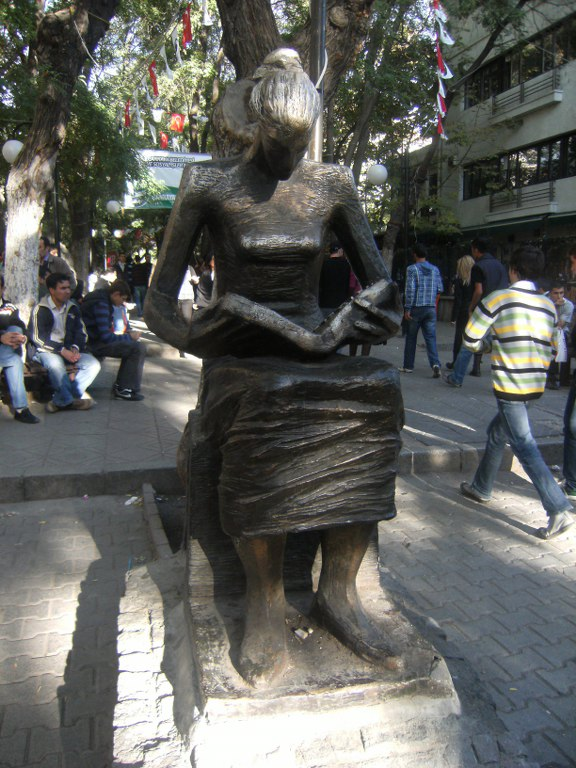
İnsan Hakları szobra
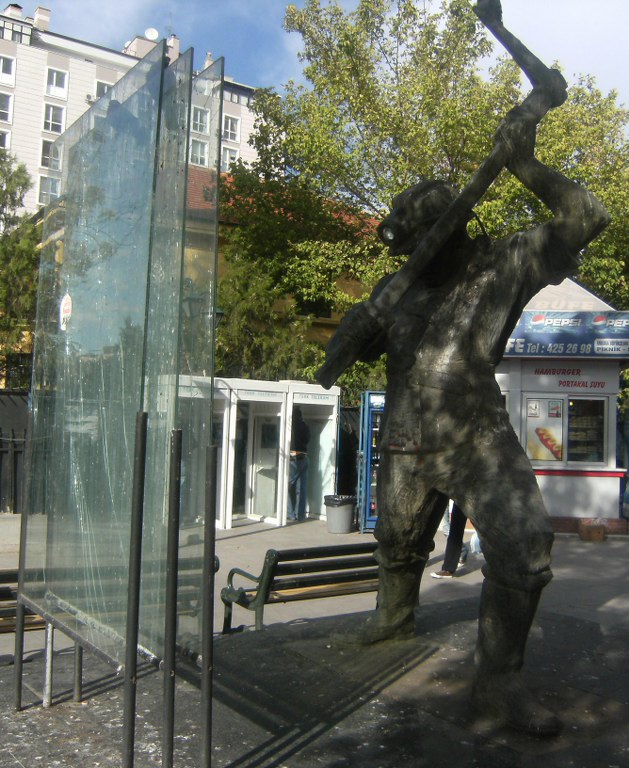
A bányász szobra
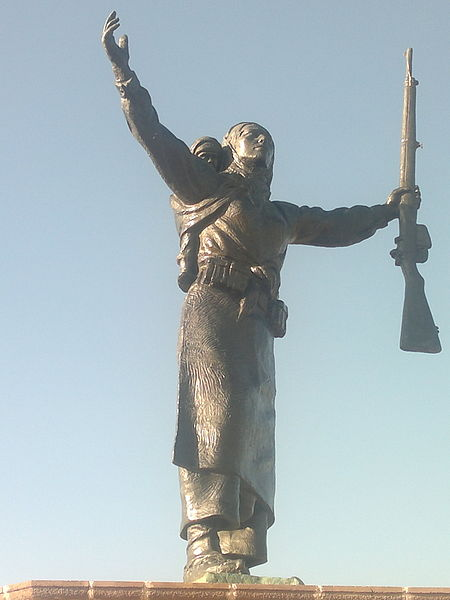
Nene Hatun szobra Erzurum, Aziziye Tabyaları

## Fordítás
- Ez a szócikk részben vagy egészben  a   Metin Yurdanur című török Wikipédia-szócikk fordításán alapul.  Az eredeti cikk szerkesztőit annak laptörténete sorolja fel. Ez a jelzés csupán a megfogalmazás eredetét és a szerzői jogokat jelzi, nem szolgál a cikkben szereplő információk forrásmegjelöléseként.